# Hana Elhebshi

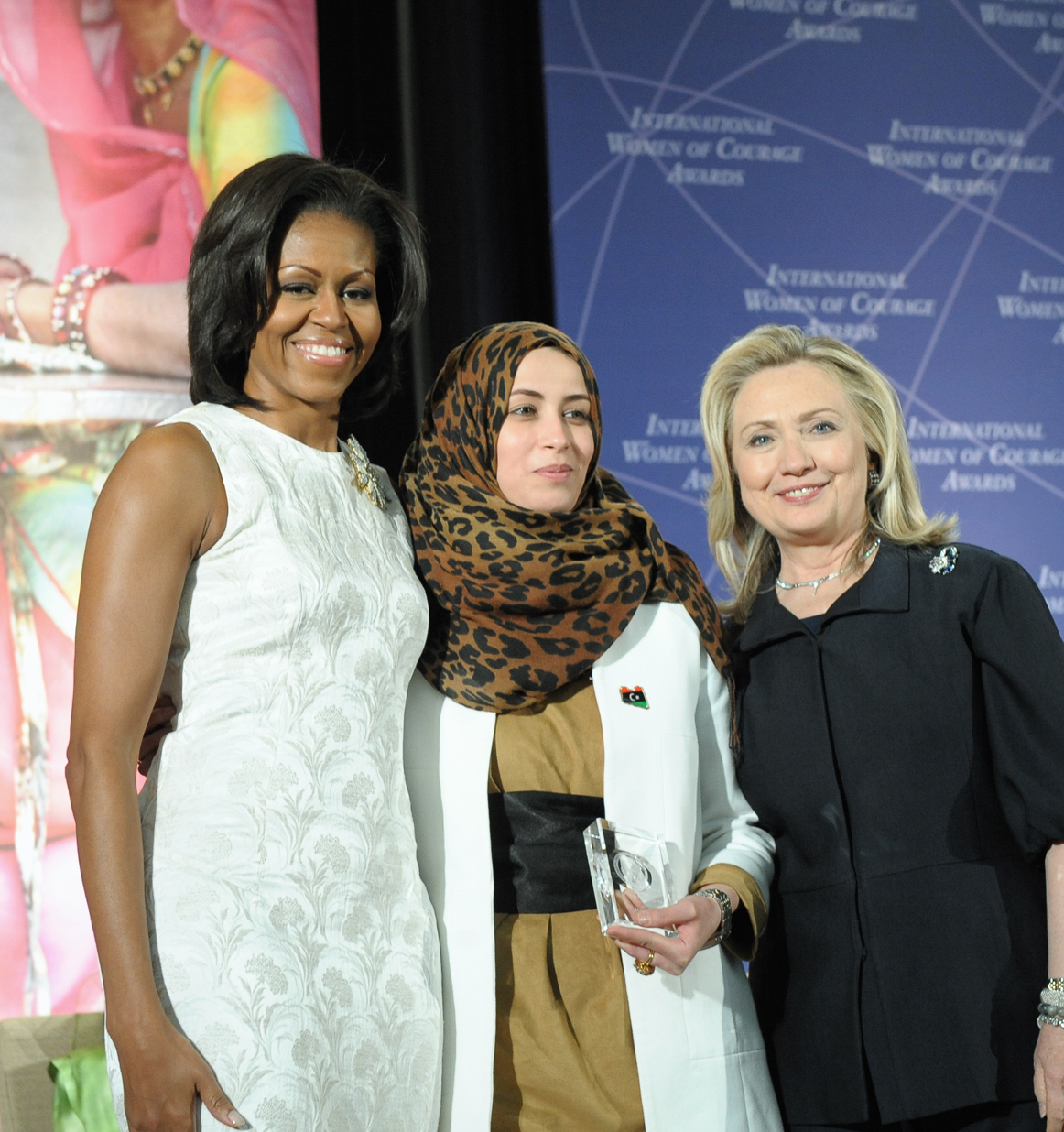
Hana El-Hebshi (Mitte) gemeinsam mit First Lady Michelle Obama und US-Außenministerin Hillary Clinton (2012)

Hana El-Hebshi, auch Hana Al Hebshi, arabisch هناء الحبشي (* 1985 in Libyen) ist eine libysche Architektin und Aktivistin.
El-Hebshi wurde etwa 1985 in Libyen geboren, ihr Vater arbeitete bei der libyschen Luftwaffe. El-Hebshi studierte Architektur und arbeitete anschließend als Architektin in der libyschen Hauptstadt Tripoli.
Während der libyschen Revolution engagierte sie sich erstmals politisch. Sie begann zunächst als Internetjournalistin von der Belagerung Tropolis zu berichten. Unter anderem beriet sie die NATO bei der Vorbereitung von Luftschlägen, hielt Kontakt mit dem arabischen Fernsehsender Al-Jazeera und schrieb über Gewaltverbrechen der Truppen Gaddafis sowie das allgemeine Leid der Zivilbevölkerung während des libyschen Bürgerkrieges. Für ihre Aktivitäten und Berichte im Internet nutzte sie das Pseudonym „Numidia“, eine Referenz an das berberische Erbe des Landes.
Für ihre Dokumentation des libyschen Bürgerkrieges erhielt El-Hebshi 2012 den „International Women of Courage Award“ des US-Verteidigungsministeriums. Sie erhielt die Auszeichnung in Washington in einer Zeremonie mit der damaligen US-Außenministerin Hillary Clinton und der First Lady Michelle Obama.